# 2-Etoxietanol
El 2-etoxietanol, també conegut per la marca registrada Cellosolve o ethyl cellosolve, és un dissolvent que es fa servir sovint en aplicacions comercials i industrials. És un líquid clar, incolor i gairebé inodor que és miscible amb aigua, etanol, èter dietílic, acetona i acetat d'etil.
El 2-etoxietanol es pot fabricar per reacció de l'òxid d'etilè amb etanol.
Igual que amb altres èters de glicol, el 2-etoxietanol té la propietat útil de poder dissoldre químicament diversos compostos. Per exemple, dissol olis, resines, greix, cera, nitrocel·lulosa i laques. Aquesta és una propietat ideal per ser un netejador d'utilitat múltiple i, per tant, el 2-etoxietanol es fa servir en productes tals com els eliminadors de vernissos i en solucions desengreixants.